# Kingsbridge
Kingsbridge es una ciudad de mercado y un centro turístico del distrito de South Hams perteneciente al condado de Devon (Inglaterra) y con una población de alrededor de 5 800 habitantes. Está situada al norte del estuario de Kingsbridge, que está conformado por una ría que se extiende seis millas hacia el mar desde el sur de la ciudad. Es el tercer asentamiento más grande del distrito de South Hams, antecedido por Ivybridge que es el más grande y por Totnes que ocupa el segundo lugar. 

## Historia
La ciudad se estableció alrededor de un puente construido aproximadamente en el siglo X y que conectaba los pueblos de Alvington (al oeste) y de Chillington (al este), razón por la que obtuvo el nombre de Kyngysbrygge (King’s Bridge), literalmente en español Puente del Rey. En 1219 el abad de Buckfast permitió el establecimiento de un mercado, y para 1238 el asentamiento se convirtió en borough.

## Kingsbridge en la literatura
Kingsbridge es una ciudad ficticia, creada por Ken Follett para cuatro de sus libros, Los pilares de la tierra, Un mundo sin fin , Una columna de fuego y La armadura de la luz. Posteriormente, en la obra Las tinieblas y el alba el autor relatará como se construye el puente y el porqué del nombre de Kingsbridge. En Los Pilares de la Tierra, es un pueblo humilde que depende del monasterio para subsistir, pero gracias al prior Philip el pueblo se va desarrollando hasta convertirse en una próspera ciudad. Es en este lugar donde ocurren la mayoría de los acontecimientos de las tres novelas del autor. En la segunda de las novelas, tras muchos esfuerzos por parte de los habitantes de Kingsbridge, en concreto Merthin y Caris, esta ciudad deja de depender del priorato y consigue sus propios fueros.